# 유프 하인케스
요제프 "유프" 하인케스(Josef "Jupp" Heynckes, 1945년 5월 9일, 노르트라인베스트팔렌주 묀헨글라트바흐 ~ )는 독일의 전 축구 선수, 전 축구 감독이다. 선수 시절, 그는 보루시아 묀헨글라트바흐의 전성기인 1960년대와 1970년대 팀의 주축으로, 많은 국내 대회에서 우승하고 UEFA컵의 우승컵을 들어올렸었다. 그는 또한 서독 국가대표의 스쿼드 일원이었고, UEFA 유럽선수권 대회 우승과 FIFA 월드컵 우승을 1970년대 전반에 이루었다.
감독으로써, 그는 FC 바이에른 뮌헨을 맡아 2번의 리그 우승을 거두었고 레알 마드리드 CF의 감독을 맡아 1997-98 UEFA 챔피언스리그에서 팀의 7번째 우승을 이끌었다. 그리고 다시 뮌헨으로 돌아와 유럽에서 7번째, 독일 팀 최초로 트레블을 기록하였다.

## 클럽 경력
하인케스는 독일 분데스리가 369경기에 출장하였고, 220골을 넣었다. 그의 통산 골 기록은 게르트 뮐러의 365골과 클라우스 피셔의 268골에 이어 3번째로 많다.
그는 1964년, 당시 2부리그에 있던 보루시아 묀헨글라트바흐의 선수로 데뷔하였다. 다음 해, 구단의 전설적인 감독 헤네스 바이스바일러는 팀을 1부리그로 승격시켰다. 하인케스는 2년 더 잔류하였고 하노버 96으로 이적해 3년을 보냈다.
그는 1970년, 다시 묀헨글라트바흐로 돌아와 은퇴하는 1978년까지 있었다. 1971년과 1975년에서 1977년까지 리그 우승을 경험하였고, 1973년과 1975년 DFB-포칼 우승컵과, UEFA컵 우승컵을 거머쥐었다. 그는 1974년 30골(게르트 뮐러와 동률)을 넣어 분데스리가 득점왕이 되었고, 이듬해에도 27골로 득점왕이 되었다.
1973년, 네덜란드의 FC 트벤테를 합계 5-1로 꺾은 뒤, 묀헨글라트바흐는 독일 클럽으로는 처음으로 UEFA컵 결승에 진출하였으나 결승전에서 리버풀 FC에게 3-0으로 패하였고, 정규 시간 27분 전에 피치가 빗물에 잠겨 경기가 그대로 종료되었다. 2차전에서 하인케스는 두골을 넣어 2-0으로 이겼다. 12골을 넣은 하인케스는 FC 트벤테의 얀 예우링과 더불어 대회 최다득점자가 되었다. 1975년, 그는 보루시아 묀헨글라트바흐의 선수로써 UEFA컵을 우승하였다. 트벤테와의 결승 1차전, 0-0으로 비긴 홈 경기에 하인케스는 결장하였고, 2차전 원정경기에 출장하여 해트트릭을 하고 팀이 5-1로 승리하는데 공헌하였다. 이때에도 하인케스는 10골로 대회 최다득점자가 되었다. 하인케스는 도합 23골을 넣어 헨릭 라르손(40골), 클라스얀 휜텔라르(33골), 라다멜 팔카오(31골), 디터 뮐러(29골), 쇼타 아르벨라제(27골), 알레산드로 알토벨리(25골), 믈라덴 페트리치(24골), 클라우디오 피사로(24골)에 이어 득점 순위 9위에 랭크되어 있다.
1975-76 유러피언컵에서 하인케스는 6골을 넣어 대회 최다득점자가 되었다. 다음 시즌 묀헨글라트바흐는 유러피언컵 결승전에 진출하였지만 로마에서 리버풀에 3-1로 완패하였다.
1973-74 UEFA 컵위너스컵에서 보루시아 묀헨글라트바흐는 준결승에서 합계 2-1로 AC 밀란에게 패하였지만 하인케스는 8골로 득점왕이 되었다. 도합 64경기의 유럽 대항전에 출전하여 51골을 넣었고, 필리포 인자기 (68골), 게르트 뮐러 (65골), 에우제비우 (57골)에 이어 4위에 랭크되었다. 그의 출장대비 골수는 0.8골로 오직 게르트 뮐러 (0.89골)만이 그보다 더 좋은 기록을 갖고 있다.

## 국가대표팀 경력
하인케스는 서독 축구 국가대표팀에 39경기 출장하여 14골을 넣었다. 그는 결승전에서 소련을 3-0으로 완파한 UEFA 유로 1972의 스쿼드와, 두 번째 월드컵 우승을 한 1974년 FIFA 월드컵의 스쿼드에 포함되어 있었다. 하지만 월드컵은 토너먼트의 절반만 출전하였다.

## 지도자 경력
선수 은퇴 후, 그는 보루시아 묀헨글라트바흐에 잔류하여 우도 라텍의 뒤를 이어 팀의 감독을 8년간 맡았다.
1987년에서 1991년까지 그는 FC 바이에른 뮌헨의 감독으로 활동하였다. 그 기간 동안 그는 1989년과 1990년에 리그 우승을 거두었다. 1990년 우승 후 다수의 스타 선수들을 방출하였고, 그 다음 시즌에는 좋지 않은 활약을 펼치게 되었다. 결과적으로 하인케스는 경질되었고 현재 FC 바이에른 뮌헨의 회장인 울리 회네스가 그 자리를 차지하였다.
1992년, 헤네스 바이스바일러와 우도 라텍(두 명 모두 FC 바르셀로나 감독)의 뒤를 이어 스페인 라 리가의 팀 감독을 맡은 세 번째 감독이 되었다. 그는 아틀레틱 빌바오의 사령탑에 취임하였고 2번째 시즌에 5위로 마감하여 UEFA컵에 진출하였다.
1994-95 시즌 아인트라흐트 프랑크푸르트의 사령탑을 맡았고 토니 예보아, 제이제이 오코차, 마우리치오 가우디노 등의 스타 선수들과 충돌하였고, 하인케스는 팀을 떠나게 되었다. 그의 프랑크푸르트에서의 감독 생활은 실패로 평가받았다. 그의 계약은 9달만에 해지되었고, 하인케스는 잔여 시즌을 포기하였다.
1995년, 그는 스페인으로 돌아와 CD 테네리페의 감독을 맡아 첫 시즌에 팀을 UEFA컵에 진출시켰다. 이 카나리아 제도의 팀은 준결승에서 그 해 우승팀 FC 샬케 04에 패하였다. 2번째 시즌, 테네리페는 리그를 9위로 마감하였다.
1997년, 그는 오트마어 히츠펠트의 영입에 실패한 레알 마드리드의 사령탑이 되었다. 그는 그곳에서 1998년 UEFA 챔피언스리그 우승을 맛보았다. 팀은 32년 만에 7번째 챔피언스리그 우승을 하였다. 하지만, 리그에서의 졸전은 단 1시즌만에 경질되는 결과를 낳았다.
하인케스는 SL 벤피카 감독직을 1년간 맡고 다시 아틀레틱 빌바오로 돌아와 2년간 감독직을 맡았다. 그러나, 그는 1번째로 감독직을 맡았을 때처럼 성공하지는 못하였다.
하인케스는 분데스리가로 돌아와 FC 샬케 04의 감독직을 2003-2004 시즌 초반동안 맡았다. 그의 계약은 2004년 9월에 끝났다.
2006년 5월, 그는 보루시아 묀헨글라트바흐의 감독으로 내정되었다. 2007년 1월 31일, 그는 14경기 연속 무승으로 리그 17위로 추락하자 감독직 은퇴를 선언하였다.
2009년, 은퇴를 번복하고 4월 27일에 위르겐 클린스만을 경질한 FC 바이에른 뮌헨의 임시 감독이 되었다. 2009년 6월 5일, 바이어 04 레버쿠젠은 그를 영입하였다고 발표하였다. 그는 함부르크 SV로 이적한 브루노 라바디아 감독을 대신하였다. 2011년 3월 25일, 그는 다시 FC 바이에른 뮌헨에 영입되었고, 그 해 7월에 사령탑으로 취임하였다. 2012년 리그 보루시아 도르트문트에게 밀려 준우승 챔피언스리그 결승까지 갔지만 첼시 FC에게 승부차기 패해 준우승 DFB 포칼컵 결승에서 또다시 보루시아 도르트문트한테 5:2로 대패해 준우승 2012년에는 한해에만 준우승 3번하며 트리플 러너업에 등극하고 말았다. 하지만 2013년에는 완전히 달랐다 분데스리가 단기 우승 챔피언스리그 결승에서 보루시아 도르트문트에게 승리해 우승 DFB 포칼컵 결승에서 VfB 슈투트가르트에게 승리 해 우승 트레블을 달성했다. 하인케스는 2013년 7월까지 바이에른 뮌헨 감독직을 끝으로 은퇴하기로 결정했다
 그리고 그의 팀에게 트레블을 선사하며 유럽에서 7번째 트레블 감독이 되었다. 그리고 이 시즌을 끝으로 주제프 과르디올라에게 감독직을 넘긴 뒤 그는 은퇴를 발표했다.
그러나 2017년 10월 6일, 카를로 안첼로티의 경질 이후 시즌이 끝날 때까지 바이에른 뮌헨과 계약을 맺으며 복귀했다.
시즌 종료 후 다시 은퇴하였다.

## 별명
하인케스는 감독직을 할 때 경기 중에 스트레스를 받거나 흥분된 상태가 되면 붉게 변하곤 하였다. 이러한 특징은 "오스람" (독일 전구회사의 이름)으로 불리게 만들었다. 루디 고레스는 하인케스를 묘사하기 위하여 이 별칭을 처음 사용하였다. 나중에, 독일 축구 팬들로 널리 퍼져 나가 언론 사이에서도 이 표현이 통용되고 있다.

## 경력 통계

### 선수
| 기간            | 클럽           | 출장경기/골 | 타이틀                                                   |
| --------------- | -------------- | ----------- | -------------------------------------------------------- |
| 1966–67 1970–78 | 묀헨글라트바흐 | 283/195     | 분데스리가: 1971, 75, 76, 77 DFB-포칼: 1973 UEFA컵: 1975 |
| 1967–70         | 하노버 96      | 86/25       |                                                          |
| 1967–76         | 서독 국가대표  | 39/14       | UEFA 유로 1972: 1972 1974년 FIFA 월드컵: 1974            |

- 유러피안 컵 득점왕: 1976 (6골)
- 유러피안 컵 위너스 컵 득점왕: 1974 (8골)
- UEFA컵 득점왕: 1973 (12골), 1975 (10골)
- 분데스리가 득점왕: 1974 (30골), 1975 (27골)
- 키커 분데스리가 올해의 팀 : 1971–72, 1973–74, 1974–75
- UEFA 유로 대회 베스트 : 1972
- 은월계잎장 : 1974
- 키커 올해의 공격수 : 1975

### 감독
| 기간                | 클럽                      | 타이틀                                                        |
| ------------------- | ------------------------- | ------------------------------------------------------------- |
| 1979–87             | 묀헨글라트바흐            |                                                               |
| 1987–91             | FC 바이에른 뮌헨          | 분데스리가: 1989, 1990 독일 슈퍼컵:1987, 1990                 |
| 1992–94             | 아틀레틱 빌바오           |                                                               |
| 1994–95             | 아인트라흐트 프랑크푸르트 |                                                               |
| 1996–97             | CD 테네리페               |                                                               |
| 1997–98             | 레알 마드리드 CF          | UEFA 챔피언스리그 1998 수페르코파 데 에스파냐 1997            |
| 1999–00             | SL 벤피카                 |                                                               |
| 2001–03             | 아틀레틱 빌바오           |                                                               |
| 2003–04             | FC 샬케 04                | UEFA 인터토토컵: 2003, 2004                                   |
| 2006–07             | 묀헨글라트바흐            |                                                               |
| 2009                | FC 바이에른 뮌헨          |                                                               |
| 2009–11             | 바이어 04 레버쿠젠        |                                                               |
| 2011–2013 2017–2018 | FC 바이에른 뮌헨          | 분데스리가: 2013, 2018 DFB-포칼: 2013 UEFA 챔피언스리그: 2013 |

- FIFA 올해의 감독 : 2013
- IFFHS 올해의 감독 : 2013
- 알프 램지 상 : 2013
- 유럽 올해의 감독 : 2012-13
- 독일 올해의 감독 : 2013, 2018
- 월드사커 올해의 감독 : 2013
- 프랑스풋볼 역대 최고의 감독 25위 : 2019
- 옹즈도르 올해의 감독 : 2013
- VDV 올해의 감독 : 2012-13, 2017-18
- 키커 올해의 감독 : 1981, 1986, 2013, 2018
- DFB 페어 플레이 상 : 2013
- 묀헨글라트바흐 시 명예 시민 : 2016